# 島崎隆
島崎 隆（嶋崎 隆、しまざき たかし、1946年5月28日 - ）は、日本の哲学者。一橋大学名誉教授。研究領域は、カント、ヘーゲル、フォイエルバッハ、マルクス、環境思想など。

## 人物・経歴
埼玉県大宮市（現さいたま市）生まれ。1969年一橋大学経済学部卒業。群馬県にて高校教諭を72年まで務める。1976年一橋大学大学院社会学研究科修士課程修了、1979年同博士課程単位取得退学。指導教官は岩崎允胤。
1979年一橋大学社会学部助手、80年専任講師、81年助教授。1989年一橋大学大学院社会学研究科総合社会科学専攻（社会文化研究（社会哲学））教授。94年「ヘーゲル弁証法と近代認識 哲学への問い」で博士（社会学）。2010年定年退任、名誉教授。指導学生に大河内泰樹（京都大学教授）、片山善博（日本福祉大学教授）、田島慶吾（静岡大学教授）など。

## 著書
- 『対話の哲学 議論・レトリック・弁証法』みずち書房 1988
- 『思想のシビルミニマム』大月書店 科学全書 1991
- 『ヘーゲル弁証法と近代認識 哲学への問い』未来社 1993
- 『ポスト・マルクス主義の思想と方法』こうち書房 1997
- 『ウィーン発の哲学 文化・教育・思想』未來社 2000
- 『現代を読むための哲学 宗教・文化・環境・生命・教育』創風社 2004
- 『エコマルクス主義 環境論的転回を目指して』知泉書館 2007

### 共編著
- 『意識と世界のフィロソフィー <私>はいまどこにいるのか』石井伸男共編 青木書店 1994
- 『精神の哲学者ヘーゲル』岩佐茂共編著 創風社 2003
- 『地球環境の未来を創造する レスター・ブラウンとの対話』編 旬報社 一橋大学大学院社会学研究科先端課題研究叢書 2010
- 『戦後マルクス主義の思想 論争史と現代的意義』岩佐茂,渡辺憲正,東京唯物論研究会共編著 社会評論社 2013

### 翻訳
- J.ゼレニー『弁証法の現代的位相 合理性の歴史と理論』早坂啓造共監訳 梓出版社 1988
- ピーター・シンガー『ヘーゲル入門 精神の冒険』青木書店 1995
- ベルンハルト・ヘルツル,フリードリヒ・ミューレッカー,ハンス・ウーラッハ『哲学の問い 討議用』監訳 晃洋書房 2002
- アクセル・ホネット『自由であることの苦しみ ヘーゲル『法哲学』の再生』明石英人,大河内泰樹,徳地真弥共訳 未來社 ポイエーシス叢書 2009

## 論文
- Cinii

## 注
1. 1 2  一橋大学大学院社会学研究科
2. ↑  一橋研究
3. ↑  研究者情報
4. ↑  如水会
5. ↑  アダム・スミスの制度主義経済学 一橋大学大学院社会学研究科・社会学部